# 動力車操縦者
動力車操縦者（どうりょくしゃそうじゅうしゃ）とは、日本の動力車操縦者運転免許に関する省令で定める一定の動力車を操縦する資格がある者を指すための行政用語である。

## 概要
一般的には「鉄道の運転士」や「列車の運転士」「電車の運転士」（機関士とも）などと呼ばれている人を指すための、日本の行政上の用語である。
日本の機関車・電車や気動車・路面電車・トロリーバス（無軌条電車）の運転に必要な資格を持つ者のことである。有資格者以外はその業務を行えない業務独占資格のひとつである。
「動力車操縦者」は日本の法律で定められた鉄道のみを運転できる資格であり、その他の類似するものまで運転できる資格ではない。また、国内外の類似する資格との融通する仕組みもない（自動車の国際運転免許証に相当する制度はない）。

### 対象車両
この省令の第2条で、動力車とは、「鉄道及び軌道の蒸気機関車・電気機関車・電車・蓄電池機関車・蓄電池電車・内燃機関車・内燃動車・無軌条電車」とされている。
これ以外の動力を有する車両（例として馬車鉄道の馬車）の操縦には資格制度はなく、鉄道事業者・軌道経営者の教育訓練と確認のみで操縦することになる。

### 対象範囲
基本的に、この免許を受けていなければ、動力車の操縦はできない。ただし、無軌条電車を除き、運転見習中の係員が運転免許を受けた者と同乗して直接の指導を受ける場合、又は本線に支障を来たす恐れがない側線において移動する場合、この免許は不要である。

## 沿革
動力車操縦者運転免許に関する省令制定当時より、政府及び公共団体の鉄道については鉄道営業法の鉄道係員（鉄道掛員）の資格に関する規定そのものが適用除外とされていたため、政府及び公共団体の鉄道においては動力車操縦者免許は不要であった。ただし、無条件で操縦できるのではなくすべての鉄道係員は国及び公共団体が定める資格や講習が必要とされていた。また、軌道の場合は軌道法上その分類がなかったため、すべての軌道で動力車操縦者運転免許が必要であった。
1987年（昭和62年）4月1日施行の日本国有鉄道改革法等施行法の施行に伴い、政府の鉄道に対する鉄道営業法の除外規定が削除され、これ以降、政府が鉄道を経営する場合には本省令の対象となった。
2006年（平成18年）10月1日施行の運輸の安全性の向上のための鉄道事業法等の一部を改正する法律の施行に伴い、公共団体の鉄道に対する鉄道営業法の除外規定が削除され、地方公共団体の経営する鉄道についても本省令が適用されることとなり、動力車操縦者運転免許を含む鉄道係員の要件や資格について鉄道営業法で規制されることとなった。
2024年（令和6年）7月1日施行の動力車操縦者試験の受験資格等の改定に伴い以下の改正を行った。
(1) 動力車操縦者試験の受験資格
若年者の雇用拡大につなげる観点から、動力車操縦者試験を受験することができない要件について、「20歳未満」を「18歳未満」に改正しました。 
(2) 運転免許証、運転免許申請書等及び動力車操縦者運転免許原簿の記載事項
性的少数者へ配慮することの社会的な要請の観点から、運転免許証等の記載事項のうち「性別」を削除しました。これに伴い、第１号様式の「男女」欄及び第１号の２様式の「性別」欄を削除するほか、第１号様式、第１号の２様式、第２号様式及び第３号様式において、申請者の負担軽減等の観点から、地方運輸局長の氏名を記載することを不要とする改正を行いました。
(3) 身体検査の基準
視機能の基準における「正常であること」の判断にあたっての基本的な考え方は、「動力車操縦者の操縦に支障が無いと判断した場合は、基準に適合しているものとして扱っている」ことから、視機能のうち「正常であること」と規定されている「両眼視機能」「視野」「色覚」の各基準について、「動力車の操縦に支障を及ぼすと認められる異常がないこと」と改正しました。 
(4) 経過措置
運転免許制度の円滑な移行のため、必要な経過措置を設けました
(5) 色覚異常基準の緩和  
「動力車操縦者運転免許に関する省令の一部を改正する省令」（令和6年7月1日付 国土交通省令第76号）により、色覚の要件が「正常であること」から「操縦に支障を及ぼすと認められる異常がないこと」へと緩和された。
なお、本緩和基準の適用を受けるには、同省令（昭和31年運輸省令第43号）第8条の2および別表2に基づき、検査項目事項について医師の診断書を運転免許申請書に添付・提出し、その診断書をもとに地方運輸局が身体検査を行う必要がある点に留意すること。
本改正にあたり、以下のパブリックコメント結果が参考資料として公表された。

### パブリックコメント結果（色覚・聴覚）
本項では、(5)「色覚異常基準の緩和」に関連して、令和6年改正案に対して寄せられたパブリックコメントにおける質問と回答を整理する。

#### 色覚基準の解釈に関する質問と回答
- **質問**

```
 「『操縦に支障を及ぼすと認められる異常がないこと』の解釈について、医師の診断結果をもとに事業者が判断することになるのでしょうか。」  
```

- **回答**

```
 「動力車操縦者運転免許に関する省令（昭和31年運輸省令第43号）第8条の2に規定する身体検査は、同省令別表2に掲げる検査項目についての医師の診断書を運転免許申請書とともに提出させ、その診断書をもとに地方運輸局が身体検査を行います。」
```

#### 聴覚基準に関する要望と回答
- **質問**

```
 「聴覚の判定基準についても明確な基準を望みます。」  
```

- **回答**

```
 「いただいたご意見は今後の検討の参考とさせていただきます。」
```

## 運転免許の分類
- 甲種蒸気機関車運転免許
- 甲種電気車運転免許（電気機関車と電車）
- 甲種内燃車運転免許（内燃機関車と内燃動車）
- 乙種蒸気機関車運転免許
- 乙種電気車運転免許
- 乙種内燃車運転免許
- 新幹線電気車運転免許
- 第一種磁気誘導式電気車運転免許
- 第二種磁気誘導式電気車運転免許
- 第一種磁気誘導式内燃車運転免許
- 第二種磁気誘導式内燃車運転免許
- 無軌条電車運転免許
  - 「甲種」免許は、鉄道事業法で定める鉄道（一般のJR・私鉄路線などの専用敷地に敷かれた線路）及び軌道法で定める軌道のうち専用軌道等を走る動力車を操縦する場合に必要な資格で、「乙種」とは軌道法で定める軌道のうち専用軌道等以外（併用軌道）を走行する動力車（併用軌道を走行する路面電車や機関車）を操縦する場合に必要な資格である。ただし軌道法に基づく路線であって、軌道運転規則第3条第2項により新設軌道と併用軌道が混在する線区については同条第1項の規定の適用を受けないことができ、その場合は当該線区での運転には「乙種」免許が必要となる。（例・都電荒川線・阪堺電気軌道・長崎電気軌道・鹿児島市交通局等）[4]。
  - 「第一種」免許は特に限定項目はなし、「第二種」は専ら自動運転を行う区間で自動運転が不能になった場合に限り、最寄の駅又は車庫まで操縦する場合に限るものとしている。同種の限定項目は「甲種」・「乙種」免許にも存在するが、「運転免許の条件」に記載しており免許上の区分けはない。
  - なお「内燃車」とは内燃機関（エンジン）で動く気動車、「磁気誘導式」とは2005年日本国際博覧会（愛知万博）でのIMTSのように、他車および地上と通信を行いながら軌道上を自動操舵する方法、「無軌条電車」とはいわゆるトロリーバスのことである。

## 試験

### 受験資格
| 項目                           | 基準 |
| 視機能                         | 1. 視力（矯正視力を含む。）が両眼で1.0以上、かつ、一眼でそれぞれ0.7以上であること。 2. 操縦に支障がない両眼視機能を有すること。 3. 操縦に支障がない視野を有すること。 4. 色覚について「操縦に支障を及ぼすと認められる異常がないこと」 5. （石原式検査で異常と判定された場合は、追加のパネルD-15検査を実施し、こちらをクリアすれば可） |
| 聴力                           | 各耳とも5メートル以上の距離でささやく言葉を明らかに聴取できること |
| 疾病および身体機能の障害の有無 | 心臓疾患・神経及び精神の疾患・眼の疾患・運動機能の障害・言語機能の障害その他の動力車の操縦に支障を及ぼすと認められる疾病又は身体機能の障害がないこと。 |
| 中毒                           | アルコール中毒・麻薬中毒その他動力車の操縦に支障を及ぼす中毒の症状がないこと。 |

動力車操縦者の資格と試験は、省令上は鉄道事業者・軌道事業者に所属していることを要件としておらず、15歳以上の者で、運転免許の取消を受けた者の場合は、取消日から起算して10年を経過していれば学歴・経験・国籍を問わず受験でき資格を得られる。
視力（深視力も含めて）・色覚・心電図等のチェックをクリアする必要がある。
色覚については「操縦に支障を及ぼすと認められる異常がないこと」へ改定され、石原式検査で異常判定となった場合でも、追加のパネルD-15検査をパスすれば受験可能です。ただし、パネルD-15検査にも不合格の場合は受験不可となります。  
加えて、適性検査の一環として内田クレペリン精神検査も引き続き課されます。
- これらの規定は、多くの鉄道事業者の採用試験を行う際の判定基準にもなっている。このため、採用試験受験の段階で規定をクリアしていなくては、動力車操縦者免許の取得は極めて困難である。

### 講習
国土交通省指定の動力車操縦者養成所で専門の講習（学科講習及び技能講習を行う第一類と学科講習のみの第二類がある。無軌条電車は第一類のみ）を受け、学科と技能についてそれぞれ指定養成所の試験に臨むことが多い。JRや大手私鉄や公営企業は自社の養成所があるが、準大手私鉄や中小私鉄の場合は養成所がないことが多く、指定養成所をもつ鉄道事業者に委託することもある。このため、養成所を持たないモノレールや案内軌条式鉄道事業者の運転士は、他社の鉄レール式の鉄道車両で講習を受けることがある（免許の種類が同じであれば可である）。一畑電車で京王電鉄に講習を委託している事例や、開業前の沖縄都市モノレールでは、JR九州、京浜急行電鉄、西武鉄道で学科および技能講習の委託を行った実績がある。
なお、指定養成所での講習（試験含む）が動力車操縦免許取得の条件ではない。養成所で講習を行わない場合は各事業者で教習を行った後、運輸局が実施する学科・技能試験を受けることとなる。自動車の運転免許において、公認教習所に通わずとも試験場で一発試験ができることに似ているが、試験の実施場所は各事業者であり、それほど珍しい事例ではない。

### 養成費用
- 個人的に取得する免許ではないので、免許取得費用は基本的に鉄道事業者が負担している。ただし、免許証申請の際の諸費用については社員に負担させている会社もある。事業者は養成費用を負担した上で、養成中の社員に給与等も支給する。
- 鉄道事業者において、他事業者で免許を取得した者を採用する場合がある。異なる会社であっても免許の種類が同じであれば、その免許は有効であるが、自動車の運転免許証と違い、免許証には「所属事業者名」が記載されており、基本的には記載された事業者が管理している路線以外での乗務はできないので、社内規程の違いなどの教習・試験を終えた後、関係書類を添付して免許証を運輸局に提出し、記載事項の変更（この場合は「所属事業者名」）を行わなければならない。
- 2010年にいすみ鉄道が訓練費用約700万円を自己負担で免許取得することを条件に、運転士を募集した。

### 試験科目
- 身体検査
- 適性検査
- 筆記試験
  - 甲種蒸気機関車
    1. 鉄道に関する技術上の基準を定める省令
    2. 運転の安全の確保に関する省令
    3. 蒸気機関車の構造及び機能
    4. 運転理論
    5. 一般常識

  - 乙種蒸気機関車
    1. 軌道運転規則
    2. 運転の安全の確保に関する省令
    3. 道路交通法及び道路交通法施行令
    4. 蒸気機関車の構造及び機能
    5. 運転理論
    6. 一般常識

  - 甲種電気車
    1. 鉄道に関する技術上の基準を定める省令
    2. 運転の安全の確保に関する省令
    3. 電気車の構造及び機能
    4. 運転理論
    5. 一般常識

  - 乙種電気車
    1. 軌道運転規則
    2. 運転の安全の確保に関する省令
    3. 道路交通法及び道路交通法施行令
    4. 電気車の構造及び機能
    5. 運転理論
    6. 一般常識

  - 甲種内燃車
    1. 鉄道に関する技術上の基準を定める省令
    2. 運転の安全の確保に関する省令
    3. 内燃車の構造及び機能
    4. 運転理論
    5. 一般常識

  - 乙種内燃車
    1. 軌道運転規則
    2. 運転の安全の確保に関する省令
    3. 道路交通法及び道路交通法施行令
    4. 内燃車の構造及び機能
    5. 運転理論
    6. 一般常識

  - 新幹線電気車
    1. 鉄道に関する技術上の基準を定める省令
    2. 運転の安全の確保に関する省令
    3. 新幹線鉄道の電気車の構造及び機能
    4. 運転理論
    5. 一般常識

  - 第一種磁気誘導式電気車
    1. 鉄道に関する技術上の基準を定める省令
    2. 運転の安全の確保に関する省令
    3. 磁気誘導式鉄道の電気車の構造及び機能
    4. 運転理論
    5. 一般常識

  - 第二種磁気誘導式電気車
    1. 鉄道に関する技術上の基準を定める省令
    2. 運転の安全の確保に関する省令
    3. 磁気誘導式鉄道の電気車の構造及び機能
    4. 運転理論
    5. 一般常識

  - 第一種磁気誘導式内燃車
    1. 鉄道に関する技術上の基準を定める省令
    2. 運転の安全の確保に関する省令
    3. 磁気誘導式鉄道の内燃車の構造及び機能
    4. 運転理論
    5. 一般常識

  - 第二種磁気誘導式内燃車
    1. 鉄道に関する技術上の基準を定める省令
    2. 運転の安全の確保に関する省令
    3. 磁気誘導式鉄道の内燃車の構造及び機能
    4. 運転理論
    5. 一般常識

  - 無軌条電車
    1. 無軌条電車運転規則
    2. 運転の安全の確保に関する省令
    3. 道路交通法及び道路交通法施行令
    4. 無軌条電車の構造及び機能
    5. 運転理論
    6. 一般常識
- 実技試験
  1. 速度観測
  2. 距離目測
  3. 制動機の操作
  4. 制動機以外の機器の取扱
  5. 定時運転
  6. 非常の場合の措置

## 免許の効力

### 更新
この免許には更新・書換制度がないため、事実上終身免許である。ただし、鉄道事業者や軌道経営者では運転士に対して定期的に健康診断を行っており、乗務に耐えられないと判断されれば、社内的に運転業務から駅務等、他職種へ転換する場合がほとんどである。

### 取消・停止
地方運輸局長は次の場合に運転免許の取消又は停止をすることができる。 
- 動力車の操縦に関する法律若しくはこれに基づく命令又は運転免許に付した条件に違反したとき。
- 省令別表二の上欄に掲げる項目（身体検査の基準）についてそれぞれ同表の下欄に掲げる基準に適合しないこととなったとき、又はそのおそれが生じたとき。

### 自主返納
この省令には、免許の自主返納制度が存在する。

## その他
「限定免許」
本線運転ではない工場や電車区構内の入換要員として、駅区限定「免許」（正規の動力車操縦者免許ではない）を取得させている。駅構内、電車区や工場内での入換運転や入出庫運転等、各箇所において予め定められた範囲でしか運転できない。
「所属会社限定免許」も関東運輸局管内では存在する。ゆりかもめ、埼玉新都市交通、山万、横浜シーサイドラインの4社が対象。他社では使えない。限定解除のシステムもない。
蒸気機関車運転免許
蒸気機関車の機関士になるためには、動力車操縦者免許のほかにボイラー技士の免許が必要となる。また、蒸気機関車を操縦する際には、機関士は一級・機関助士は二級を受ける必要がある。
乙種運転免許
乙種のうち蒸気機関車運転免許は、2022年現在に至るまで、蒸気機関車に引かれる市電が日本には存在したことがないため、書類上のみの存在と化している。内燃車運転免許も、札幌市交通局で路面ディーゼルカーが1964年から運行されていただけで、1971年の電化・廃止以後は書類上だけの存在だった。2001年に伊予鉄道が坊っちゃん列車の牽引機関車を「蒸気機関車風のディーゼル機関車」としたため、路面を走る内燃車両が約30年ぶりに復活することになり、乙種内燃車の資格が復活した。先述の通り坊っちゃん列車はディーゼル機関車として復活したものの、復活の際には蒸気機関車として復活させる計画もあったため、乙種蒸気機関車運転免許が実在する可能性もあった。

新幹線電気車運転免許
新幹線運転士であっても在来線の電車は運転できない。これは、下位互換ではなくてそれぞれ別の存在であるためで、在来線列車の運転に必要なのは甲種電気車免許となる（新幹線が上位として甲種を包含するわけではない。特殊自動車運転免許しかない人は普通車・大型車を運転できないのと同じ）。なお、博多南線と上越線支線（越後湯沢駅 - ガーラ湯沢駅間）は、旅客営業上在来線であるが、動力車操縦者の関係法規では新幹線の扱いである。
電気機関車・ディーゼル機関車の免許
電車・気動車により甲種電気車・甲種内燃車の免許を取得した者が電気機関車・ディーゼル機関車を操縦する際にも、運転士と機関士では求められる技能が違うので、免許の種類は同じでも別に各事業者の社内講習と社内試験を受ける必要がある。
第二種磁気誘導式電気車・第二種磁気誘導式内燃車・無軌条電車運転免許
従来は、第二種磁気誘導式電気車運転免許・第二種磁気誘導式内燃車運転免許・無軌条電車運転免許について、大型自動車第二種運転免許を所持していれば試験は全項目免除となり取得できたが、2009年11月、省令改正でこの特権は廃止された。ただし、廃止前に取得した者は既得権扱いとなり引き続き有効である。
電気式内燃車・ハイブリッド鉄道車両の免許
電気式内燃車・ハイブリッド鉄道車両は甲種電気車もしくは甲種内燃車どちらかの免許を取得し、追加の講習を受講した上で操縦することができる。
鉄道事業者によっては動力車操縦者の運転資格を所持しない外部者の参加を募り、鉄道車両を運転させるイベントを開催することがある。参加費を徴収し、運転士の指導・監視のもとで車庫・工場内などの非営業線内で実施している。